# Euprosthenops benoiti
Euprosthenops benoiti är en spindelart som beskrevs av Patrick Blandin 1976. Euprosthenops benoiti ingår i släktet Euprosthenops och familjen vårdnätsspindlar.
Artens utbredningsområde är Rwanda. Inga underarter finns listade i Catalogue of Life.